# Catégorie (linguistique)
Pour les articles homonymes, voir Catégorie.
En linguistique, une catégorie de mots est la réunion de mots d'un certain type, ayant des traits grammaticaux en commun, ou encore qui peuvent figurer dans un même environnement syntaxique. On range chaque mot dans une des catégories (par exemple, cheval est un mot de la catégorie des noms dans la catégorisation traditionnelle occidentale moderne, de même que stylo).
Outre que le fait même de ranger les mots dans des catégories soit très discuté, le nombre de catégories et les traits linguistiques qui les définissent posent problème. 
Les premières catégories en Occident sont apparues chez Aristote (dont l'ouvrage Catégories a influencé toute la grammaire et la linguistique moderne).
Les grammairiens de toutes époques ont catégorisé la langue, soit selon la nature des mots, soit selon d'autres traits.

## Différentes sortes de catégories
Les catégories syntaxiques définissent les constituants en fonction de leur rôle dans la phrase. Les principales sont le syntagme nominal et le syntagme verbal, qui sont dits « de premier rang ». Les parties du discours, qui constituent les syntagmes, sont dites « de deuxième rang », ou « catégories lexicales ».
Dans le français scolaire, les catégories lexicales sont généralement les suivantes :
- Nom
- Verbe
- Adjectif
- Adverbe
- Pronom
- Déterminant
- Conjonction
- Préposition
- Interjection

Les catégories grammaticales, elles, concernent les morphèmes grammaticaux (désinences, flexions, affixes). Elles peuvent indiquer : le temps, le mode, l'aspect, la personne, le nombre, le genre ou la classe, etc.
On parle aussi de catégories sémantiques lorsqu'on s'attache au sens des constituants plutôt qu'à leur forme ou à leur fonctionnement syntaxique, et de catégories cognitives lorsque l'on étudie la manière dont le cerveau humain conçoit ce qui est exprimé par la langue.

## Les catégories d'Aristote
- substance
- qualité
- quantité
- relation
- temps
- lieu
- situation
- action
- passion
- avoir

## Les différentes catégorisations modernes

### Distributionalisme
Le distributionalisme, grâce à son analyse en constituants immédiats, permet de catégoriser la langue.

### Diverses arborescences

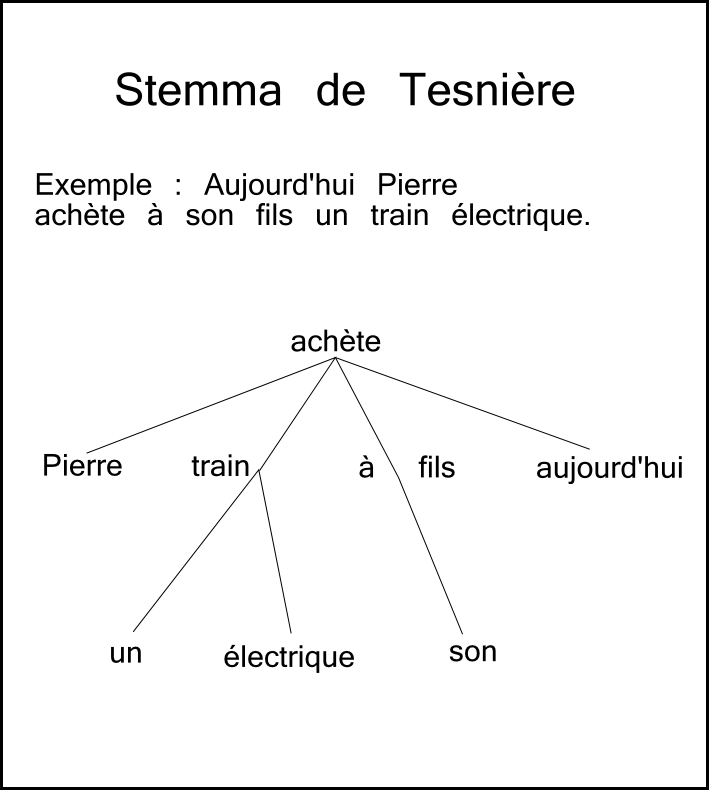
Stemma de Tesnière

À côté du distributionalisme, Lucien Tesnière propose une analyse des constituants en stemma,  qui permet une hiérarchisation de ces derniers.